# Бъркшър
Бъркшър, също Баркшър (на английски: Berkshire) е неметрополно и церемониално графство в регион Югоизточна Англия. В състава му влизат 6 общини на обща площ от 1262 km². Всички общини имат статут на унитарни единици в състава на графството. Поради тази причина Бъркшър няма областен административен център. Населението на графството към 2010 г. е 865 100 жители.
Една от основните кралски резиденции – замъкът Уиндзор се намира на територията на областта, поради което тя често е наричана „Кралското графство“. Бъркшър е сред най-старите исторически области на Англия. През годините границите ѝ често са променяни, както и административните центрове. Първи такъв е бил град Абингдън (понастоящем в Оксфордшър), заменен впоследствие от най-големия град в графството – Рединг. От 1990-те години, централното управление е разформировано, а общинските центрове се превръщат в равнопоставени, самоуправляващи се администрации (унитарни единици).

## География
Графство Бъркшър е разположено в средната южна част на Англия. На изток, областта има тясна граница с метрополиса около столицата Лондон, наричан Голям Лондон. На север са разположени областите Оксфордшър и Бъкингамшър. В южна посока се намира Хампшър. На запад е разположено графство Уилтшър, а в югоизточно направление се намира графство Съри.
В географско и демографско отношение графството условно е ясно разделено на две приблизително равни като площ части – западна и източна. Западната част изцяло е заета от една-единствена община, наречена Западен Бъркшър. Тя се характеризира с провинциален характер и слаба населеност на територията. В източната част на областта са разположени останалите пет общини, които са малки по площ, но с висока гъстота на населението. Тук са и големите градове на графството – Рединг, Слау, Мейдънхед, Бракнъл. В по-голямата си част, северната граница на източната част е дефинирана от средното течение на река Темза.

## Административно деление
| Област (графство) | Община              | Община | Главен град | Други градове и по-големи села                                                 |
| ----------------- | ------------------- | ------ | ----------- | ------------------------------------------------------------------------------ |
| Бъркшър           | Западен Бъркшър     |        | Нюбъри      | Татчам, Хънгърфорд, Пангбърн, Ламбърн                                          |
| Бъркшър           | Уокингам            |        | Уокингам    | Баркхам, Ърли, Хърст, Шинфийлд, Туайфорд, Уоргрейв, Уинърш, Удли               |
| Бъркшър           | Рединг              |        | Рединг      |                                                                                |
| Бъркшър           | Бракнъл Форест      |        | Бракнъл     | Норт Аскът, Сандхърст, Кроуторн                                                |
| Бъркшър           | Уиндзър и Мейдънхед |        | Мейдънхед   | Аскът, Брей, Кокхам, Датчет, Итън, Олд Уиндзър, Сънингдейл, Сънингхил, Уиндзър |
| Бъркшър           | Слау                |        | Слау        |                                                                                |

## Демография
Изменение на населението на графството за период от две десетилетия 1991 – 2010 година:
| година    | 1991    | 2001    | 2010    |
| --------- | ------- | ------- | ------- |
| население | 737 408 | 800 118 | 865 100 |

Разпределение на населението по общини към 2010 г.:
| Община              | Площ, km² | Население | Гъстота (жители/km2) |
| ------------------- | --------- | --------- | -------------------- |
| Западен Бъркшър     | 704       | 154 000   | 218,75               |
| Уокингам            | 179       | 163 200   | 911,73               |
| Рединг              | 40        | 154 200   | 3855                 |
| Бракнъл Форест      | 109       | 116 500   | 1068,81              |
| Уиндзър и Мейдънхед | 197       | 146 100   | 741,62               |
| Слау                | 33        | 131 100   | 3972,72              |
| общо                | 1262      | 865 100   | 685,49               |